# Qiu Jin
Qiū Jǐn (xinès simplificat: 秋瑾, pinyin: Qiū Jǐn; Minhou, Fujian, 8 de novembre de 1875 - Shanyin, Zhejiang, 15 de juliol de 1907) va ser una feminista i escriptora xinesa, revolucionària contra l'Imperi qing. Va ser executada després d'un alçament fallit. Avui en dia és considerada una heroïna a la Xina.
Nom de cortesia: Xuánqīng (璿卿) i Jìngxióng (競雄); Malnom: La cavalleressa del llac de l'espill (鑑湖女俠, Jiànhú Nǚxiá)

## Biografia
Nascuda a Minhou (província de Fujian), Qiu va créixer a la vila de Shānyīn (subprefectura de Shaoxing, província de Zhejiang). Un cop casada, Qiu va entrar en contacte amb les noves ideologies del moment. El 1904 decidí de viatjar i estudiar al Japó, deixant enrere els seus dos fills. Es feu famosa per la seua ideologia d'esquerres i per vestir roba masculina occidental. S'uní a les Triades, que aleshores lluitaven per la derogació de la dinastia Qing i un govern basat en la sobirania popular. S'uní també a les associacions Guangfuhui (Societat per la Restauració), liderada per Cài Yuánpéi, i a la Tongmenghui (Aliança Revolucionària Xinesa) establerta a Tòquio, liderada per Sun Yat-sen. Tornà a la Xina el 1905.
Va ser una oradora eloqüent, destaquen els seus discursos pels drets de les dones, com ara la llibertat de casar-se, educació i l'abolició del costum d'embenament dels peus. El 1906 va fundar a Xangai un periòdic feminista radical amb una altra poeta, Xu Zihua. El 1907 va ser nomenada directora de l'escola Datong a Shaoxing, oficialment una escola per a mestres d'esports, però en realitat una base d'entrenament per a revolucionaris.
En la seva activitat periodística, Qiu Jiu va ser fundadora, a Xangai, del diari Zhongguo Nübao ('Diari de la Dona de la Xina').
El juliol de 1907, arran d'un alçament fracassat encapçalat pel seu cosí Xu Xilin, Qiu va ser arrestada a l'escola. Després de ser torturada sense revelar cap secret, fou executada, decapitada, pocs dies després a Shānyīn, als 31 anys.
Qiu restà immortalitzada en la literatura i l'imaginari col·lectiu de la República de la Xina després de la seua mort. En l'actualitat és soterrada a Xī Hú (Llac de l'oest) (Hangzhou). La República Popular de la Xina establí un museu dedicat a ella a Shaoxing.

## Obra literària
Malgrat ser reconeguda internacionalment com a feminista i revolucionària, no hem de menystenir la qualitat de la seua literatura, principalment assajos i poesia. Atesa la seua educació en literatura clàssica xinesa, reflectida en els seus escrits de la més tradicional poesia (shi i ci), Qiu va compondre versos amb un gran ventall de metàfores i al·lusions, barrejant mitologia clàssica amb retòrica revolucionària.

Per exemple, al poema el títol del qual Ayscough tradueix com "Seleccionant rimes amb en Shih Ching des de la terra arrel del Sol" (147):
秋瑾〈日人石井君索和即用原韻〉

漫雲女子不英雄，萬裡乘風獨向東。

詩思一帆海空闊，夢魂三島月玲瓏。

銅駝已陷悲回首，汗馬終慚未有功。

如許傷心家國恨，那堪客裡度春風。

No em digues que les dones

no estan fetes de la fusta dels herois,

jo tota sola vaig cavalcar sobre vents

a la Mar de l'Est durant 300.000 milles.

Els meus pensaments poètics aleshores s'estengueren,

com una vela entre l'oceà i el cel.

Vaig somiar les teues tres illes,

totes joies, totes resplendents amb la llum de la lluna.

M'abaltisc en pensar en els camells de bronze,

guardians de la Xina, perduts en espines.

Avergonyida, no he fet res;

cap victòria al meu nom.

Només vaig fer suar el meu cavall de guerra.

Contreta perquè la meua pàtria

em fa mal al cor. Així que dis-me;

Com puc aprofitar els meus dies aquí?

Una convidada gaudint les brises de primavera?

(traduït de l'anglés; versió de Zachary Jean Chartkoff)
Els editors Sun Chang i Saussy (642) n'expliquen algunes de les metàfores:
- 4a línia: "Les teues illes" (en l'original "sandao", "les tres illes") es refereix a Honshū, Shikoku i Kyushu, ometent Hokkaido. És una manera antiga d'anomenar el Japó.
- 6a línia: Els "camells de bronze" són els guardians simbòlics a l'entrada del palau imperial. La seua condició reflecteix l'estat de salut de la dinastia regnant, però, en el simbolisme de Qiu, reflecteixen l'estat de salut de la Xina.

## Galeria

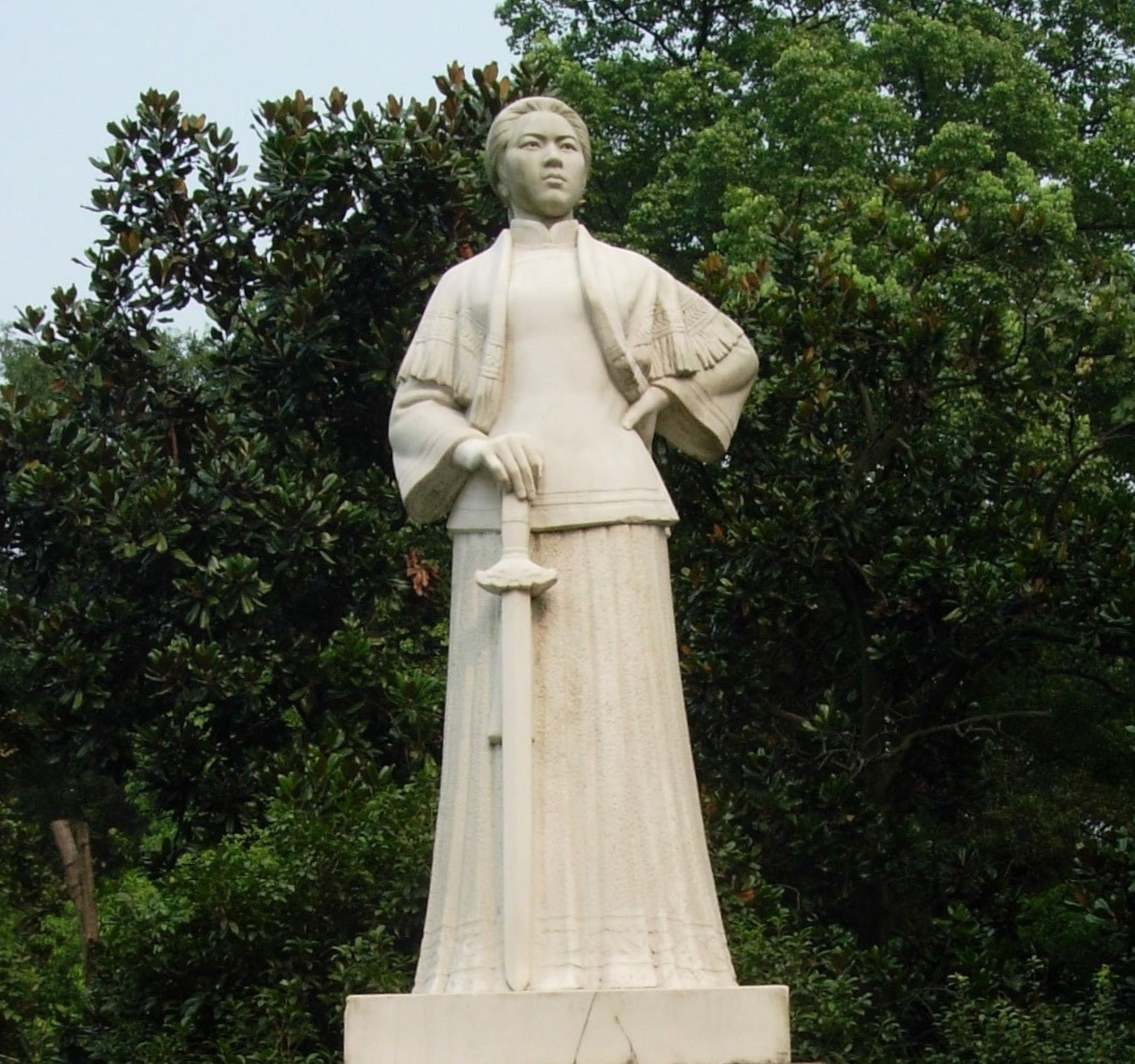
Estàtua de Qiu Jin a la riba del Llac de l'oest
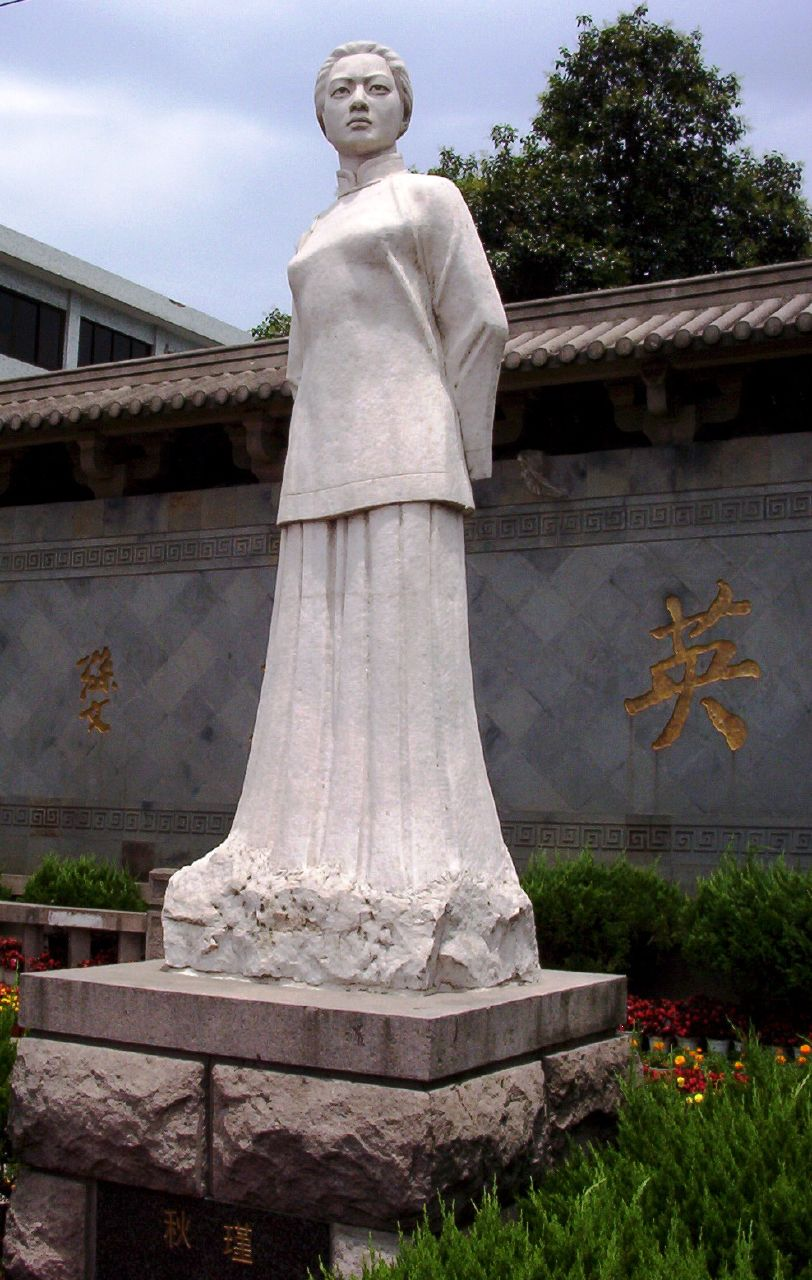
Estàtua de Qiu Jin

## Obres esmentades
- (anglès) Ayscough, Florence. Chinese Women: yesterday & to-day. Boston: Houghton Mifflin Company (1937).
- (anglès) Sun Chang, Kang-i and Haun Saussy (eds) Women writers of traditional China: an anthology of poetry and criticism. Charles Kwong, associate editor; Anthony C. Yu and Yu-kung Kao, consulting editors. Stanford, Calif.: Stanford University Press (1999).